# Národní kulturní komise
Národní kulturní komise (NKK) byl orgán památkové péče poválečného Československa (byly zřízeny dvě komise, jedna pro českou a druhá pro slovenskou část republiky), který měl dbát na zachování a zpřístupnění státem nově nabytého kulturního majetku. Komise vznikla na základě zákona 137/1946 Sb. a její činnost započala od února 1947. Stát zaváděl kategorii tzv. státního kulturního majetku, starost o něj byla svěřena komisím. Hlavními úkoly komisí tedy bylo od Národního pozemkového fondu přejímat hodnotné objekty (hrady a zámky, zprvu 47, později počet stoupl až ke stu), zajišťovat jejich provoz a to včetně návštěvnického provozu. Dalším úkolem bylo vyhledávat kulturně hodnotný majetek mobiliární (ať již z konfiskovaného mobiliáře, nebo mobiliáře z nepřevzatých státních objektů) a zajistit ho pro další vhodné užití. Pokud pracovníci komise vyhodnotili mobiliář jako hodnotný, tak byl buď svezen do nevyužitých prostor již převzatých objektů (tzv. sběren), nabídnut jiným státním institucím, po dohodě s ministrem i zcizen. Komise nefungovala příliš dlouho, zrušena již roku 1951. Po celou dobu své existence se potýkala se značnými problémy a přejímání objektů probíhalo velice pomalu, přesto v dějinách české památkové péče zanechala doba fungování komisí důležitou stopu. Na její činnost částečně navázala v roce 1953 Státní památková správa.
Duchovním otcem NKK byl Zdeněk Wirth, technický chod zajišťoval od počátku architekt Břetislav Štorm. Personálně musely být komise složeny ze zástupců „ministerstev školství a osvěty, vnitra, financí, zemědělství, dopravy, vnitřního obchodu, Státního úřadu plánovacího a ministerstva národní obrany, na Slovensku ze zástupců příslušných pověřenectev, Plánovacího úřadu a ministerstva národní obrany; jejich další členy jmenuje ministr školství a osvěty z odborných znalců příslušných oborů.“

## Organizace
V čele komise stále předseda, kterým byl po dobu existence Zdeněk Wirth. Schůze celé komise se konaly v sídle Ministerstva školství a osvěty v Rohanském paláci. Fungování komise zajišťovaly do roku 1949 dva výkonné orgány, tj. dvě kanceláře (poté byly spojeny).
Tzv. technická kancelář byla vedena Břetislavem Štormem, místopředsedou komise, a spadala pod ministerstvo techniky. Tato kancelář úzce spolupracovala se Státními památkovými ústavy a starala se o technická řešení provozu stavebních památek. Ovšem tato kancelář zápasila s malou podporou ministerstva (dlouho jediný zaměstnance Štorm byl zatěžován dalšími úkoly).
Aktivnější byla tzv. administrativní, jejíž přednosta byl Bohumil Patka, od října 1948 Karel Chodl. Byla zřízena v rámci Ministerstva školství a osvěty a zprvu sídlila ve Valdštejnském paláci, od roku 1949 se Soukenické ulici v Praze. Na konci roku 1948 měla tato kancelář již 28 zaměstnanců. Právě tato kancelář obstarávala nejdůležitější agendu komise, tedy přejímání státního kulturního majetku a jeho správu.
Od jara 1948 byl jmenován generální inspektor zahrad Josef Rublič, který sídlil v Libochovicích, a měl organizovat správu zahrad na centrální úrovni.
Mezičlánkem mezi správami objektů a komisí představovali oblastní inspektoři (devět, později jedenáct pro české země). Vyhledáváním a vybíráním konfiskovaného mobiliáře byl pověřen stálý (Josef Scheybal) pověřenec a řada dočasných pověřenců.

## Právní normy
- zákon 137/1946 Sb., o Národních kulturních komisích pro správu státního kulturního majetku
- vyhláška ministra školství a osvěty č. 125, kterou se vydává organizační a jednací řád Národní kulturní komise (27. 1. 1947)
- vládní nařízení č. 112/1951, o reorganisaci státní památkové péče
- zákon č. 22/1958 Sb., o kulturních památkách [ruší nařízení č. 112/1951]

## Písemná pozůstalost komise
Česká NKK má největší část svého fondu uloženou na Ústavu dějin umění Akademie věd České republiky (předána spolu s pozůstalostí akademika Zdeňka Wirtha). Část je i ve fondu nástupce komise SPS (uložen v Národním archivu).